# Victorio Casa
Victorio Francisco Casa (Mar del Plata, 28 ottobre 1943 – Mar del Plata, 7 giugno 2013) è stato un calciatore argentino.

## Biografia
Casa perse il braccio destro appena sopra il gomito colpito per errore da una sentinella militare nel 1965; l'incidente però non compromise la sua carriera di calciatore professionista.
Era sposato ed aveva due figli.

## Caratteristiche tecniche
Casa era un esterno sinistro.

## Carriera
Nel 1965, durante la sua militanza nel San Lorenzo, Casa fu colpito per errore da una sentinella militare, subendo l'amputazione del braccio destro. Nonostante il grave incidente Casa non abbandonò la carriera agonistica, tornando in campo appena 22 giorni dopo la sparatoria, segnando anche una rete.
Nel 1968 viene ingaggiato dai Washington Whips, franchigia della neonata North American Soccer League. Il torneo con i Whips terminò al secondo posto della Atlantic Division, alle spalle dei futuri campioni dell'Atlanta Chiefs. L'esperienza con la franchigia capitolina si svolse per Casa tra luci ed ombre, venendo messo spesso in panchina dall'allenatore András Nagy, che lo accusava di intestardirsi nel fare troppi dribbling.
Nell'aprile 1970 viene ingaggiato dai Washington Darts, franchigia della North American Soccer League, che con i suoi $15.000 di ingaggio risultò il giocatore più pagato dell'intera lega. Con i Darts raggiunse la finale della NASL 1970, perdendola contro i Rochester Lancers. Casa giocò nella finale di andata, persa per 3-0.

## Palmarès

### Club

#### Competizioni nazionali
- American Soccer League: 1

Washington Darts: 1969

### Nazionale
- Taça das Nações: 1

1964